# Trait d'union (Rumba)
Pour les articles homonymes, voir Trait d'union (homonymie).
Albums de Papa Wemba & Les Bana Malongi
Notre Pere (World)
Trait d'union est un single de Papa Wemba sorti en 2011.

## Titres
| No | Titre                           | Durée |
| -- | ------------------------------- | ----- |
| 1. | Mutzig (Le goût de la réussite) | 04:32 |
| 2. | Préféré                         | 07:26 |
| 3. | Beau Garçon                     | 05:26 |
| 4. | Six Men's                       | 06:58 |
| 5. | Shaana                          | 08:13 |

## Musiciens
- Papa Wemba